# Территориальный спор вокруг острова Педра-Бранка

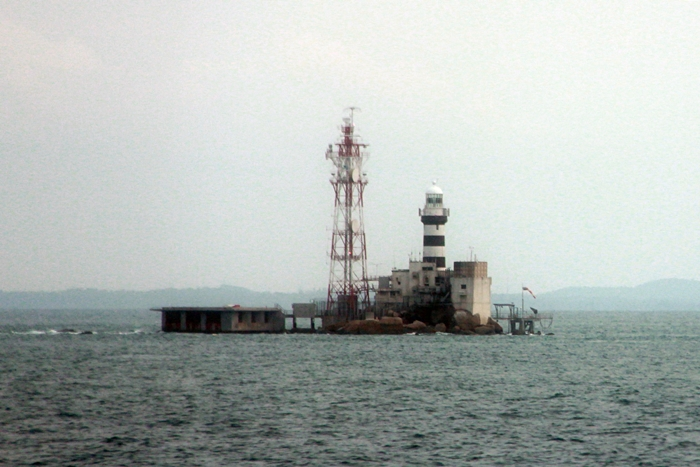
Педра-Бранка и маяк Хорсбург

Расположение Педра-Бранка на карте

Территориальный спор вокруг острова Педра-Бранка имел место между Сингапуром и Малайзией по поводу нескольких небольших островов у восточного входа в Сингапурский пролив, а именно Педра-Бранка (ранее называвшийся Пулау-Бату-Путех, а ныне Бату-Путех в Малайзии), Мидл-Рокс и Саут-Ледж. Спор начался в 1979 году и в 2008 году был фактически урегулирован Международным судом ООН.
В начале 1980 года Сингапур подал официальный протест Малайзии в ответ на карту, опубликованную Малайзией в 1979 году, где Педра-Бранка значился как малайзийская территория. В 1989 году Сингапур предложил передать спор в Международный суд. В 1994 году Малайзия дала согласие. В 1993 году Сингапур также объявил своими близлежащие островки Мидл-Рокс и Саут-Ледж. В 1998 году две страны согласовали текст специального договора, необходимого для передачи спора в Международный суд. Специальный договор был подписан в феврале 2003 года, и в июле того же года Международный суд опубликовал официальное уведомление о договоре. Слушания в Международном суде проходили в течение трёх недель в ноябре 2007 года, дело называлось «Суверенитет над Педра-Бранка / Пулау-Бату-Путех, Мидл-Рокс и Саут-Ледж» (Малайзия против Сингапура).
Сингапур утверждал, что Педра-Бранка был terra nullius, и нет никаких доказательств того, что остров когда-либо находился под суверенитетом Джохорской империи. Дополнительно Сингапур утверждал, что суверенитет над островом перешёл к Сингапуру в результате последовательного осуществления власти над островом Сингапуром и его предшественником, Британской империей. Сингапур в качестве аргументов указывал на следующие действия: проектировка и строительство маяка Хорсбург на Педра-Бранка; требование к малайзийским чиновникам получать разрешения на посещение острова; установка на острове военной ретрансляционной станции и изучение возможности освоения морского дна вокруг острова. Малайзия никак не препятствовала этой деятельности. Кроме того, в письме 1953 года она подтвердила, что Джохор не претендовал на владение островом, и опубликовала официальные отчёты и карты, свидетельствующие о том, что она считает Педра-Бранка территорией Сингапура. Мидл-Рокс и Саут-Ледж следует рассматривать как составные части Педра-Бранка.
По версии Малайзии, Джохор имел первоначальное право на Педра-Бранка, Мидл-Рокс и Саут-Ледж. Джохор не уступил Педра-Бранка Британской империи, а просто дал разрешение на строительство и обслуживание маяка. Действия Великобритании и Сингапура в отношении маяка Хорсбург и окрестных вод никак не свидетельствовали о суверенитете над островом. Кроме того, письмо 1953 года было незаконным, а выпущенные Малайзией официальные отчёты и карты либо не касались дела, либо не были убедительными доказательствами.
23 мая 2008 года суд постановил, что Педра-Бранка находится под суверенитетом Сингапура, а Мидл-Рокс принадлежит Малайзии. Что касается Саут-Ледж, суд отметил, что он находится в пределах явно накладывающихся территориальных вод материковой Малайзией, Педра-Бранка и Мидл-Рокс. Поскольку это морской объект, видимый только во время отлива, он принадлежит государству, в территориальных водах которого он расположен. Малайзия и Сингапур учредили так называемый объединённый технический комитет для делимитации морской границы в районе Педра-Бранка и Мидл-Рокс, а также для определения суверенитета над Саут-Ледж.

## Предыстория

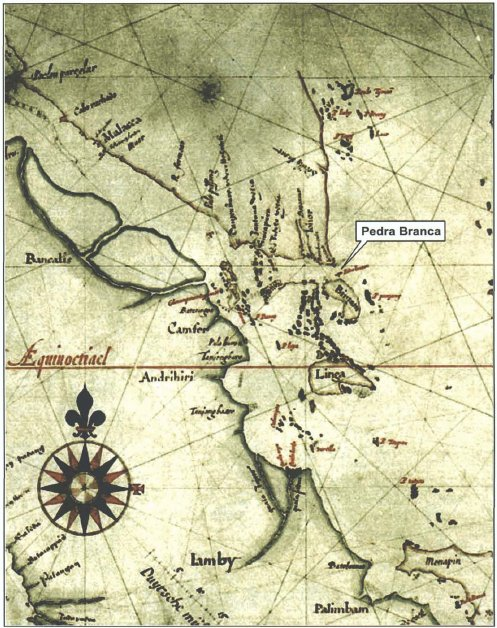
Карта Суматры, созданная Хесселем Герницом, где отмечен Педра-Бранка (1620)

Педра-Бранка — небольшая гранитная скала, расположенная в 25 морских милях (46 км) к востоку от Сингапура и в 7,7 морских миль (14,3 км) к югу от Джохора, Малайзия, где Сингапурский пролив выходит в Южно-Китайское море. Рядом с островом есть два морских объекта: Мидл-Рокс, в 0,6 морской мили (1,1 км) к югу от Педра-Бранка, который состоит из двух групп небольших скал на расстоянии примерно 250 метров друг от друга; и Саут-Ледж, в 2,2 морских мили (4,1 км) к юго-юго-западу от Педра-Бранка, который виден только во время отлива.
Педра-Бранка находился под управлением Сингапура с 1850 по 1851 год, когда Британская империя (как предшественник) построила на острове маяк Хорсбург. Сингапур был передан из состава Джохора под управление Британской Ост-Индской компании согласно Договору о дружбе и союзе от 2 августа 1824 года (Кроуфордский договор) и стал частью Стрейтс-Сетлментс в 1826 году. В то время, когда на острове был построен маяк, Стрейтс-Сетлментс находились под британским управлением через Британскую Индию.
21 декабря 1979 года директор Национального картографического управления Малайзии опубликовал карту под названием «Территориальные воды и границы континентального шельфа Малайзии», на которой Педра-Бранка находился в пределах её территориальных вод. 14 февраля 1980 года Сингапур направил дипломатическую ноту с просьбой исправить карту. В конце 1980-х годов премьер-министр Сингапура Ли Куан Ю направил генерального прокурора Тан Бун Тейка для предоставления документальных свидетельств генеральному прокурору Малайзии, целью было продемонстрировать убедительность доводов Сингапура. Однако спор не удалось разрешить путём обмена корреспонденцией и межправительственных переговоров (1993—1994 годы). В первом раунде переговоров в феврале 1993 года также поднимался вопрос о суверенитете над Мидл-Рокс и Саут-Ледж. В итоге Малайзия и Сингапур согласились передать спор в Международный суд ООН.

## Процедурные вопросы
Сингапур впервые предложил передать территориальный спор на рассмотрение Международного суда в 1989 году. Это предложение было принято Малайзией в 1994 году. В 1998 году был согласован текст специального договора о вынесении этого вопроса на рассмотрение Международного суда, представители двух государств подписали договор 6 февраля 2003 года в Путраджае, Малайзия. Об этом уведомили суд в июле 2003 года. Дело получило название «Суверенитет над Педра-Бранка / Пулау-Бату-Путех, Мидл-Рокс и Саут-Ледж» (Малайзия против Сингапура).
Следуя указаниям суда, 25 марта 2004 года стороны обменялись меморандумами, контрмеморандумами — 25 января 2005 года и ответами — 25 ноября 2005 года. 23 января 2006 года стороны уведомили суд о том, что в повторных возражениях нет необходимости, письменное производство было закрыто. Суд определил путём жребия, что Сингапур представит свою позицию первым. Открытые слушания проводились с 6 по 23 ноября 2007 года, при этом Сингапур представил свои аргументы с 6 по 9 ноября, а Малайзия — с 13 по 16 ноября 2007 года. Затем каждой стороне было дано два дня для ответа: 19 и 20 ноября были выделены Сингапуру, а 22 и 23 ноября — Малайзии. Лица, которые выступали от имени сторон:
Сингапур:
- Томми Кох — посол по особым поручениям Министерства иностранных дел Сингапура; профессор права Национального университета Сингапура (основной представитель Сингапура);
- Чао Хик Тин — генеральный прокурор Сингапура (советник и адвокат);
- Чан Сек Кеонг — главный судья Сингапура (советник и адвокат);
- Ален Пелле — профессор Университета Западный Париж — Нантер-ля-Дефанс; член и бывший председатель Комиссии международного права ООН; ассоциированный член Института международного права (советник и адвокат);
- Ян Браунли — королевский адвокат, член Британской академии; член английской коллегии адвокатов; председатель Комиссии международного права ООН; заслуженный профессор международного публичного права Оксфордского университета; член Института международного права; заслуженный научный сотрудник Колледжа всех душ (советник и адвокат);
- Родман Р. Банди — адвокат; член Коллегии адвокатов штата Нью-Йорк (советник и адвокат);
- Лоретта Малинтоппи — адвокат; член Римской коллегии адвокатов (советник и адвокат); а также
- Шунмугам Джаякумар — заместитель премьер-министра; министр-координатор национальной безопасности и министр юстиции; профессор права Национального университета Сингапура (советник и адвокат).

Малайзия:
- Абдул Кадир Мохамад — посол по особым поручениям Министерства иностранных дел Малайзии; советник премьер-министра по иностранным делам (основной представитель Малайзии);
- Фарида Ариффин — посол Малайзии в Нидерландах (заместитель основного представителя);
- Абдул Гани Патаил — генеральный прокурор Малайзии (советник);
- Элиху Лаутерпахт — королевский адвокат, почётный профессор международного права Кембриджского университета; член Института международного права; член Постоянной палаты третейского суда (советник);
- Джеймс Кроуфорд — член Британской академии, Уэвеллский профессор международного права, Кембриджский университет; член Международного института права (советник);
- Николаас Ян Шрайвер — профессор международного публичного права, Лейденский университет; ассоциированный член Института международного права (советник);
- Марсело Г. Коэн — профессор международного права, Женевский институт международных отношений; ассоциированный член Института международного права (советник); а также
- Пенелопа Невилл — преподаватель Даунинг-колледжа, Кембридж.

Дело проходило под председательством вице-президента Международного суда судьи Ауна аль-Хасауны, а также 13 других судей и двух судей ad hoc, назначенных двумя сторонами. Поскольку в состав судебной коллегии не входили судьи — граждане Малайзии или Сингапура, стороны воспользовались своим правом выбирать судей ad hoc для рассмотрения дела. Сингапур назначил Пеммараджу Шриниваса Рао из Индии, а Малайзия — Кристофера Джона Роберта Дугарда из ЮАР.
| Судьи                                       |
| ------------------------------------------- |
| Аун аль-Хасауна — председатель              |
| Раймонд Рандзева                            |
| Ши Цзюён                                    |
| Абдул Корома                                |
| Гонсало Парра Арангурен                     |
| Томас Бюргенталь                            |
| Хисаси Овада                                |
| Бруно Зимма                                 |
| Петер Томка                                 |
| Ронни Абрахам                               |
| Кеннет Кит                                  |
| Бернардо Сепульведа Амор                    |
| Мохамед Беннуна                             |
| Леонид Скотников                            |
| Пеммараджу Шриниваса Рао — судья ad hoc     |
| Кристофер Джон Роберт Дугард — судья ad hoc |

## Позиция Сингапура

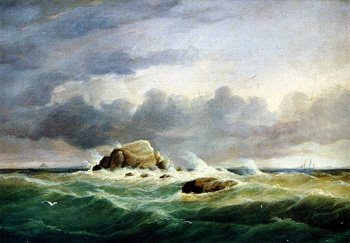
Картина Педра-Бранка до строительства маяка (1882)

### Педра-Бранка —terra nullius
Сингапур утверждал, что в 1847 году Педра-Бранка был terra nullius (лат. «земля, не принадлежащая никому»), поскольку он никогда не был предметом притязания или провозглашения власти какого-либо суверенного образования. Сингапур отрицал утверждение Малайзии о том, что остров находился под суверенитетом Джохора. Он считал недоказанным заявление, что Джохорская империя претендовала или осуществляла власть над Педра-Бранка в период с 1512 по 1641 год. В 1512 году значительная часть Малаккского султаната перешла под управление португальцев, которые также продолжали оказывать давление на Джохорскую империю и султанат Аче. Точно так же не было никаких свидетельств суверенитета Джохора над Педра-Бранка между 1641 и 1699 годами, когда власть и влияние Джохора были на пике. Аналогично — между 1699 и 1784 годами, когда после смерти султана Махмуда Шаха II не осталось наследника, и начался период нестабильности, во время которого многие вассалы отделились от султаната. И снова аналогично — между 1784 и 1824 годами, когда, согласно годовому отчёту правительства Джохора за 1949 год, к началу XIX века султанат находился в «состоянии распада».
В поддержку своего заявления о том, что Джохорская империя не обладала суверенитетом над Педра-Бранка, Сингапур утверждал, что традиционная малайская концепция суверенитета основана в основном на контроле над людьми, а не над территорией. Таким образом, единственный надёжный способ определить, принадлежит ли конкретная территория правителю, — это выяснить, присягнули ли местные жители этому правителю. Остров Педра-Бранка был изолирован и необитаем, а Малайзия не представила чётких доказательств прямых претензий или фактического осуществления суверенной власти над островом.
Кроме того, Сингапур утверждал, что существовали две разные Джохорские империи: первая, которая контролировала приморскую малайскую империю из столицы на реке Джохор; и вторая, которая возникла после подписания Англо-голландской конвенции 1824 года и занимала только южную часть Малайского полуострова. По мнению Сингапура, Англо-голландская конвенция не разделила Сингапурский пролив (в котором находится Педра-Бранка) между новым султанатом Джохор (британская сфера влияния) и султанатом Риау-Лингга (под влиянием Нидерландов). Вместо этого и Великобритания, и Нидерланды могли беспрепятственно пользоваться проливом. Таким образом, существовал правовой вакуум в отношении суверенитета над островом, что позволило британцам законно владеть им в период с 1847 по 1851 год.
После смерти султана Джохора Махмуда Шаха III в 1812 году за титул султана соперничали два его сына Хусейн и Абдул Рахман. Британская империя признала старшего сына Хусейна, проживавшего в Сингапуре, законным наследником; а Нидерланды признали младшего сына Абдула Рахмана, проживавшего в Риау (ныне Бинтан, Индонезия). Через год после подписания Англо-голландской конвенции Абдул Рахман отправил Хусейну письмо от 25 июня 1825 года. В нём он заявил, что «в полном соответствии с духом и содержанием договора, заключённого между их Величествами, королями Нидерландов и Великобритании», он пожертвовал своему старшему брату «часть земель, закреплённых за [Великобританией]»:

Таким образом, твоя территория занимает Джохор и Паханг на материке или на Малайском полуострове. Территория Твоего Брата [Абдула Рахмана] занимает острова Лингга, Бинтан, Галанг, Булан, Каримун и все другие острова. Что бы ни находилось в море, это территория Твоего Брата, а все, что находится на материке, твоё.

На основании этого письма Сингапур утверждал, что Абдул Рахман пожертвовал только материковые территории Хусейну и сохранил суверенитет над всеми островами в море. Таким образом, Педра-Бранка так и не стал частью Джохора.

### Законное владение

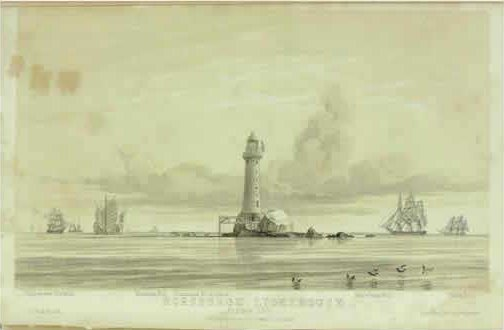
Рисунок маяка Хорсбург (1851)

Вторым аргументом Сингапура был выбор Педра-Бранка в качестве места для строительства маяка Хорсбург в период между 1847 и 1851 годами, что представляло собой осуществление владения островом. Британская корона получила титул на остров в соответствии с правовыми принципами того времени, которые регулировали приобретение территории. Этот титул сохранился за Британской империй и её законным правопреемником, Республикой Сингапур.
Сингапур утверждал, что он и его предшественник, Британская империя, продемонстрировали последовательное осуществление власти над островом посредством различных действий с 1847 года. Например, 24 мая 1850 года во время церемонии закладки краеугольного камня в фундамент маяка Педра-Бранка был назван «зависимой территорией Сингапура». Это случилось в присутствии губернатора Стрейтс-Сетлментс Уильяма Джона Баттеруорта — самого высокопоставленного британского чиновника в Сингапуре — а также других британских и иностранных официальных лиц. Это событие широко освещалось в местных газетах, но не вызвало никакой реакции со стороны властей Джохора. Среди других важных действий Сингапура были следующее:
- Сингапур расследовал кораблекрушения в водах вокруг острова в период с 1920 по 1979 год[34].
- Сингапур осуществлял исключительный контроль за использованием и посещением острова, в том числе требовал получения разрешений от малайзийских официальных лиц, которые желали посетить остров для проведения научных исследований[22][35][36].
- На маяке Хорсбург были вывешены британский и сингапурский флаги. Кроме того, в 1968 году Сингапур удовлетворил просьбу Малайзии о снятии своего флага с другого острова, Пулау Писанг, который находится под суверенитетом Малайзии. Малайзия не обращалась с такой просьбой в отношении Педра-Бранка[37][38].
- 30 мая 1977 года администрация порта Сингапура (PSA) разрешила ВМС Сингапура установить на острове военную ретрансляционную станцию[39].
- По поручению правительства Сингапура в 1972—1974 и 1978 годах PSA изучала возможность рекультивации 5 000 квадратных метров морского дна вокруг острова. Тендеры на проект публиковались через объявления в газетах, хотя в конечном итоге проект так и не был осуществлён[21][22][40].

Кроме того, Сингапур дважды заявлял, что море вокруг Педра-Бранка является его территориальными водами. Первый случай произошёл в июле 1952 года, когда главный инспектор земельного управления выразил мнение, что Сингапур должен требовать 3 мили (4,8 км) вокруг острова. Впоследствии, в 1967 году, Морской департамент правительства Сингапура также заявил в официальном меморандуме Министерству иностранных дел Сингапура, что воды в пределах трёх миль от Педра-Бранка могут считаться территориальными водами Сингапура.

### Бездействие Малайзии и признание суверенитета Сингапура
Ещё одним аргументом Сингапура было то, что более 130 лет, начиная с 1847 года, Малайзия молчала относительно деятельности Сингапура и осуществления суверенитета над Педра-Бранка. Ни одно другое государство не оспаривало территориальные претензии Сингапура, и Сингапур осуществил их, не запрашивая одобрения у какого-либо другого государства. Во время слушания посол по особым поручениям Томми Кох подчеркнул это, сказав:
Ключевой особенностью этого дела является постоянный поток административных действий Сингапура в отношении Педра-Бранка, в контрасте с полным отсутствием деятельности Малайзии на Педра-Бранка или в его территориальных водах, а также молчанием Малайзии в ответ на всю эту государственную деятельность Сингапура ... Такое молчание со стороны Малайзии показательно и должно означать, что Малайзия никогда не считала Педра-Бранка своей территорией.
12 июня 1953 года, когда Сингапур был в статусе Британской заморской территории, министр по делам колонии Сингапура Дж. Д. Хайэм написал письмо британскому советнику султана Джохора с целью разъяснить статус Педра-Бранка. Он отметил, что скала была за пределами границ, переданных вместе с островом Сингапур в соответствии с Кроуфордским договором 1824 года, который был заключён с Ост-Индской компанией. Однако колониальное правительство поддерживало работоспособность построенного на нём маяка, и «это по международному обычаю, несомненно, наделяет колонию некоторыми правами и обязанностями». Поэтому он спросил, есть ли «какой-либо документ, свидетельствующий об аренде или дарении скалы, или он был передан правительством штата Джохор или каким-либо иным образом уничтожен». 21 сентября исполняющий обязанности государственного секретаря Джохора М. Сет бин Саид ответил, что «правительство Джохора не претендует на владение Педра-Бранка». Сингапур заявлял, что этот ответ подтверждает его суверенитет над островом и что Джохор не имеет на него правового или исторического титула.
Колония Сингапур стала самоуправляемым государством в 1959 году и вышла из состава Британской империи, а в 1963 году Сингапур присоединился к Федерации Малайзии. Два года спустя, в 1965 году, Сингапур стал полностью независимой республикой. В 1959 году в официальной публикации метеорологической информации, собранной на Педра-Бранка, Малайя указала маяк Хорсбург как «сингапурскую» станцию вместе с маяками Султан-Шол и Раффлз. Маяк на Педра-Бранка был упомянут таким же образом в совместной публикации Малайзии и Сингапура в 1966 году, через год после того, как Сингапур покинул Федерацию. В 1967 году, когда две страны начали раздельно предоставлять метеорологическую информацию, Малайзия перестала ссылаться на маяк Хорсбург. На картах, опубликованных малайским и малайзийским генеральным геодезистом и генеральным директором картографической службы в 1962, 1965, 1970, 1974 и 1975 годах, под островом была надпись «(SINGAPORE)» или «(SINGAPURA)». Такое же обозначение использовалось для островов, которые, несомненно, находились под суверенитетом Сингапура. С другой стороны, это обозначение не использовалось для Пулау Писанг, острова под суверенитетом Малайзии, на котором находился сингапурский маяк.
На пресс-конференции в мае 1980 года, на которой присутствовали премьер-министр Малайзии Хуссейн Онн и премьер-министр Сингапура Ли Куан Ю, представитель Малайзии признал, что вопрос суверенитета над Педра-Бранка «не очень ясен» для Малайзии.
19 ноября 2007 года заместитель премьер-министра Сингапура Ш. Джаякумар ответил на заявление Малайзии о том, что Сингапур пытается подорвать статус-кво, заявляя о суверенитете над Педра-Бранка. Он сказал, что Сингапур был «честным, законопослушным государством, которое никогда не делало и никогда не будет делать ничего, что могло бы поставить под угрозу безопасность мореплавания, меры безопасности или окружающую среду Сингапурского пролива». По его словам, Малайзия пыталась изменить статус-кво, публикуя карту, которая вызвала спор, изменив морские границы с семью соседними странами. Об этом свидетельствует телеграмма, которую правительство Малайзии разослало своим заграничным представительствам в декабре 1979 года, уведомив их, что карта «затронет» Бруней, Китай, Индонезию, Филиппины, Таиланд, Сингапур и Вьетнам.

### Педра-Бранка, Мидл-Рокс и Саут-Ледж — одно целое
Сингапур придерживался позиции, согласно которой Педра-Бранка, Мидл-Рокс и Саут-Ледж следует рассматривать как единую группу морских объектов, поскольку Мидл-Рокс и Саут-Ледж были составными частями Педра-Бранка. Сингапур опирался, среди прочего, на дело об острове Пальмас (1932): «Что касается группы островов, то вполне возможно, что группа при определённых обстоятельствах может считаться юридически единым целым и что судьба основной части может касаться и остального». Он утверждал, что три морских объекта были геоморфологически одинаковыми, поскольку исследование образцов горных пород показало, что все они состоят из лёгкого, крупнозернистого биотитового гранита. Кроме того, Малайзия не проявляла никакого суверенитета над необитаемыми рифами Мидл-Рокс и Саут-Ледж, в то время как Сингапур последовательно осуществлял суверенную власть в окружающих водах. Поскольку суверенитет над Педра-Бранка оставался за Сингапуром, то же самое относится и к Мидл-Рокс и Саут-Ледж, поскольку они находились в территориальных водах Педра-Бранка.

## Позиция и контраргументы Малайзии

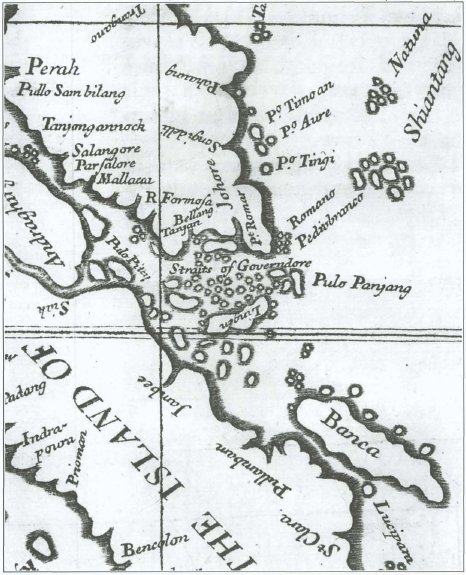
Карта Джохора и Суматры, созданная Александром Хэмилтоном, с изображением острова «Педробранко»(1727)

### Педра-Бранка — неterra nullius
Малайзия заявила, что имела первоначальное право на Педра-Бранка «с незапамятных времён». Остров никогда не мог быть terra nullius и всегда был частью Джохора, который сейчас является штатом Малайзии. Действия Британской империи и Сингапура никак не повлияли на суверенитет над островом. Вопреки утверждениям Сингапура, не было разницы между старой и новой Джохорской империей, которой правил султан Хусейн и которая возникла после подписания Англо-голландской конвенции 1824 года. В результате заключения конвенции острова к югу от Сингапурского пролива оставались в пределах голландской сферы влияния (султанат Риау-Лингга), в то время как территория и острова в проливе и к северу от него находились в сфере британского влияния (новая Джохорская империя). 2 августа 1824 года, через несколько месяцев после заключения Англо-голландского договора, султан и Теменггунг Джохора заключили Кроуфордский договор с Ост-Индской компанией. Статья II Кроуфордского договора гласила:

Их Высочества султан Хусейн Магомед Шах и Дату Тумунгонг Абдул Рахман Шри Махараджа настоящим уступают полный суверенитет и собственность достопочтенной английской Ост-Индской компании […] на остров Сингапур, расположенный в Малаккском проливе, вместе с окрестными морями, проливами и островками на расстоянии десяти географических миль от побережья указанного главного острова Сингапур.

Джохор не мог уступить остров Сингапур и островки в его окрестностях британцам, если бы у него не было на них права собственности. Это доказывало, что Британская империя признала предшествующий и длящийся суверенитет Джохорской империи над всеми островами в Сингапурском проливе и в его окрестностях.
Малайзия оспаривала утверждение Сингапура о том, что Педра-Бранка никогда не становился частью новой Джохорской империи. 25 июня 1825 года письмо султана Риау-Лингги Абдула Рахмана в адрес султана Хуссейна подтверждало, что Абдул Рахман передал Хусейну только территории на материковой части Малайского полуострова и сохранил суверенитет над всеми островами в море. Малайзия представила заявление Абдула Рахмана о том, что его территория «простирается на острова Лингга, Бинтан, Галанг, Булан, Каримун и все другие острова», и объяснила, что эти слова следует рассматривать в контексте статьи XII Англо-голландской конвенции 1824 года. Указанная статья гарантировала, что «на островах Каримун, или на острове Батам, Бинтан, Лингин, или на любом из других островов к югу от Сингапурского пролива» не будет создано никаких «британских учреждений». Три из упомянутых Абдулом Рахманом острова: Бинтан, Каримун и Лингга — по согласованию британцев, не находились в их сфере влияния, а два других: Булан и Галанг — лежали к югу от Сингапурского пролива. Таким образом, фраза «все остальные острова» в письме Абдула Рахмана относится только к островам, находящимся в сфере голландского влияния. Письмо было просто формальным признанием того, что Абдул Рахман не претендовал на суверенитет над Джохором.
Право Джохорской империи на остров было подтверждено дружественными отношениями между султанатом и оранг-лаутами. Последние были кочевым морским народом, который в прошлом населял приморские районы Сингапурского пролива, занимался рыболовством и пиратством и довольно часто бывал на Педра-Бранка. Об этом свидетельствуют три письма XIX века, написанные британскими официальными лицами, в том числе одно в ноябре 1850 года написал государственный инспектор Сингапура Джон Тёрнбулл Томсон. В нём сообщалось, что нельзя допускать оранг-лаутов на Педра-Бранка, где строился маяк Хорсбург. Томсон отметил, что они «часто посещают скалу, поэтому ни в коем случае нельзя поощрять их визиты или оказывать им какое-либо доверие … эти люди забирают много жизней».
Малайзия отвергла аргумент Сингапура о том, что традиционная малайская концепция суверенитета основана в основном на контроле над людьми, а не над территорией. Малайзия заявила, что власть в государствах по всему миру основана на сочетании контроля над людьми и территорией и что это относится к малайским штатам, как и к любому другому государству. Поскольку Джохорская империя была основана в XVI веке, у неё всегда были правители, которые признавались таковыми и, таким образом, повелевали народом, следовательно, контролировали территорию, на которой эти люди жили.

### Британская империя и Сингапур действовали как операторы маяка
Малайзия заявила, что действия Британской империи и его правопреемника Сингапура по строительству и обслуживанию маяка Хорсбург на Педра-Бранка — это действия оператора маяка, а не суверена острова. Джохор никогда не уступал остров Британской империи, а просто дал разрешение на строительство и обслуживание маяка на нём.
Капитан Джеймс Хорсбург (1762—1836) — шотландский гидрограф Британской Ост-Индской компании, подготовивший множество карт и лоций Ост-Индии, Китая, мыса Доброй Надежды и других промежуточных портов. Торговцы и моряки считали, что строительство одного или нескольких маяков будет достойной данью ему, и уже в ноябре 1836 года Педра-Бранка был предложен в качестве одного из предпочтительных мест. К 1844 году предпочтение было отдано Внешнему острову Романия или Пик Рок. В ноябре 1844 года губернатор Стрейтс-Сетлментс Уильям Джон Баттеруорт написал об этом султану и Теменггунгу Джохора. Его письма не были найдены, но существуют английские переводы ответов, датированные 25 ноября 1844 года. Султан написал:

Я получил письмо моего друга и в ответ хочу сообщить моему другу, что я прекрасно понимаю его пожелания, и я чрезвычайно рад выраженному намерению, поскольку он (Маяк) позволит Торговцам и другим входить и покидать этот Порт с большей Уверенностью.

Теменггунг ответил так:

Я должным образом получил сообщение моего друга и понимаю его содержание. Мой друг очень хочет построить маяк возле мыса Романия. У меня не может быть никаких возражений против такой меры, более того, мне очень приятно, что такое предприятие обдумывается. Я хочу, чтобы во всех вопросах меня консультировало Правительство, настолько, чтобы [Ост-Индская] компания имела полную свободу установить Маяк там или в любом другом месте, которое сочтёт подходящим. Я и моя семья в течение многих лет получали поддержку из Сингапура, мы полностью доверяем английскому правительству, и мы надеемся заслужить защиту и поддержку Компании во всех случаях в соответствии с приличием.

Три дня спустя, 28 ноября 1844 года, губернатор написал секретарю правительства в Индии, что рекомендовал разместить маяк на Пик Рок. Среди прочего, он сказал, что «эта Скала является частью территорий Раджи Джохора, который вместе с Тамонгонгом … добровольно согласились передать её Ост-Индской компании», и приложил полученные ответы от султана и Теменггунга. Тем не менее, Малайзия утверждала, что письма султана и Теменггунга означают не более чем разрешение Британской империи построить и эксплуатировать маяк на Пик Рок или в другом подходящем месте.
13 ноября представитель Малайзии, посол по особым поручениям Абдул Кадир Мохамад заявил, что Сингапур пытается «подорвать» 150-летнюю договорённость, согласно которой Сингапур управлял маяком Хорсбург на Педра-Бранка, который был территорией Малайзии. Он также предположил, что Сингапур, если ему разрешат, нарушит мир и стабильность в регионе, где расположен остров. Он сказал, что, если Сингапур вернёт воды вокруг Педра-Бранка, то «помимо возможных последствий для окружающей среды и судоходства в проливе, это может привести к потенциально серьёзным изменениям в системе безопасности на восточном входе в пролив». По словам генерального прокурора Малайзии Абдула Гани Патаила, Сингапур впервые поднял вопрос о суверенитете над Педра-Бранка 13 апреля 1978 года во время встречи официальных лиц. Сингапур заявил, что у него есть «неопровержимые юридические доказательства» своего суверенитета над островом, хотя он так и не представил никаких подтверждающих документов. До этого суверенитет над островом никогда не оспаривался. Заявление тогдашнего премьер-министра Малайзии Туна Хусейна Онна в 1980 году относительно «неясного» положения острова также было основано на этих документах, которые, как утверждал премьер-министр Сингапура Ли Куан Ю, находились в распоряжении Сингапура. Таким образом, это было просто дружеское и уважительное заявление премьер-министра на пресс-конференции, которое не имело доказательной силы в суде. Хусейн Онн имел в виду только то, что этот вопрос требует дальнейшего обсуждения между двумя странами.

### Автор письма от 21 сентября 1953 года не имел полномочий
Касательно письма от 21 сентября 1953 года о том, что, якобы, «правительство Джохора не претендует на владение Педра-Бранка», Малайзия сообщила, что запрос министра колонии от 12 июня 1953 года о статусе Педра-Бранка показал, что власти Сингапура не были уверены в своём суверенитете над островом.
Кроме того, исполняющий обязанности государственного секретаря «определённо не был уполномочен» и не имел «правоспособности писать письмо 1953 года или отказываться, отрекаться от права или подтверждать право собственности на любую часть территорий Джохора». В соответствии с двумя договорами от 21 января 1948 года: Джохорским соглашением между Британской короной и султаном Джохора; и Соглашением Федерации Малайи между Британской короной и девятью малайскими штатами, включая Джохор — Джохор передал все свои права, полномочия и юрисдикцию в вопросах, касающихся обороны и внешних связей Британской империи. Эти полномочия осуществлялись Федеральным верховным комиссаром, назначенным Британской империей, а не государственным секретарём Джохора. Исполняющий обязанности государственного секретаря неправомерно позволил себе ответить на письмо министра по делам колонии и не представил его копию главному секретарю Джохора. Не было никаких доказательств того, что главный секретарь или Верховный комиссар знали о его содержании.

### Действия Сингапура не подтверждают суверенитет над Педра-Бранка
Относительно утверждений Сингапура о том, что он различными способами осуществлял суверенную власть над Педра-Бранка, Малайзия дала три опровергающих аргумента.
Касательно расследования кораблекрушений в районе Педра-Бранка. Сингапур обязан исследовать угрозы для безопасности судоходства и публиковать информацию о таких угрозах на правах оператора маяка и в соответствии с Конвенцией ООН по морскому праву и Конвенцией по охране человеческой жизни на море. Таким образом, расследуя и сообщая о кораблекрушениях и морских опасностях в территориальных водах Педра-Бранка, Сингапур действовал в соответствии с передовой практикой, а не как суверен. То что Сингапур имел возможность провести расследования, не подтверждало его суверенитет над островом.
Касательно британских и сингапурских флагов на острове. В морском деле флаги указывают на государственную принадлежность объекта, а не на факт суверенитета. Поднятые на маяке Хорсбург британский и сингапурский флаги никак не подтверждают суверенитет Сингапура. Случай с Пулау Писанг не подтверждал признание Малайзией суверенитета Сингапура над Педра-Бранка. Это был вопросом внутренней политической чувствительности — Пулау Пизанг намного больше, чем Педра-Бранка, и имеет небольшое местное население.
Касательно установки оборудования военной связи и планов по освоению дна. Малайзия утверждала, что Сингапур установил оборудование военной связи на Педра-Бранка тайно, и Малайзия узнала об этом только тогда, когда получила документы Сингапура по этому делу. Что касается планов Сингапура по освоению дна вокруг острова, Малайзия заявила, что не могла отреагировать на некоторые документы, поскольку они были засекречены.

### Неактуальные метеорологические сводки и неубедительные карты
В ответ на утверждение Сингапура, что Малайзия сама называла Педра-Бранка сингапурской территорией в метеорологических отчётах, Малайзия заявила, якобы тот факт, что она признала маяк Хорсбург в качестве сингапурской ливневой станции, не является признанием суверенитета. Шесть карт, опубликованных между 1962 и 1975 годами, на которых под островом были напечатаны слова «(SINGAPORE)» или «(SINGAPURA)», — неубедительное доказательство. Карты содержали заявления об отказе от ответственности, в которых говорилось, что они не могут считаться основой для разграничения международных или других границ, карты не создают титул и не могут быть признаны, если они не включены в договоры или не используются в межгосударственных отношениях или при переговорах.

### Мидл-Рокс и Саут-Ледж принадлежат Малайзии
Малайзия утверждала, что Педра-Бранка, Мидл-Рокс и Саут-Ледж не были единым целым объектом. Исторические записи подтвердили, что три морских объекта никогда официально не описывались ни как один остров с прилегающими к нему островами, ни как группа островов. Таким образом, Мидл-Рокс и Саут-Ледж находились под суверенитетом Джохора на момент подписания Англо-голландской конвенции 1824 года и подпадали под сферу влияния Великобритании по этому договору. Малайзия последовательно осуществляла над ними акты суверенитета. Например, в 1968 году правительство Малайзии предоставило в концессию для добычи нефти участки дна в районе Мидл-Рокс и Саут-Ледж. Кроме того, внутренний секретный документ Королевских морских сил Малайзии от 16 июля 1968 года под условным названием «Письмо о провозглашении» содержал карты, на которых Педра-Бранка, Мидл-Рокс и Саут-Ледж находились в территориальных водах Малайзии. Также окрестности островов были включены в рыболовные угодья Малайзии, согласно малайзийскому Закону о рыболовстве 1985 года. Сингапур не протестовал против этих проявлений суверенитета и не выдвигал никаких претензий в отношении Мидл-Рокс и Саут-Ледж в 1980 году, когда впервые заявил, что Педра-Бранка принадлежит ему.

## Проблемные доказательства

### Малайзийская фотография Педра-Бранка
В ходе слушания Малайзия предоставила фотографию Педра-Бранка, на которой на заднем плане виднелись мыс Романия и гора Бербукит (оба объекта — в Джохоре). Целью было продемонстрировать близость Педра-Бранка к материковой части Джохора. Однако 19 ноября 2007 года Сингапур сделал ещё одну фотографию на камеру, с разрешением приблизительно как у человеческого глаза. Сингапур отметил, что на фото гора Бербукит казалась намного меньше. Сингапур утверждал, что малайзийская фотография была сделана с помощью телеобъектива, который визуально увеличил высоту горы Бербукит примерно в семь раз. Тогдашний генеральный прокурор Сингапура Чао Хик Тин сказал, что фотография — это «попытка сделать скрытое сообщение о близости между Педра-Бранка и побережьем Джохора», но она не отображала в точности того, что увидят посетители Педра-Бранка, если посмотрят в сторону Джохора.
Малайзия утверждала, что фотография была получена из онлайн-блога. Сингапур назвал блог «очень необычным», отметив, что он был создан всего за месяц до этого; фотография была загружена только 2 ноября, за четыре дня до начала устного разбирательства по делу; и что не было никакой информации о личности блогера.
В своём опровержении 24 ноября Малайзия заявила, что разница между фотографиями — «вопрос перспективы», и его не стоит обсуждать.

### Пропавшие письма 1844 года
Ключевым аргументом позиции Малайзии было то, что британцы получили чёткое разрешение от Джохора на строительство маяка на Педра-Бранка, якобы это доказывало, что британцы признали суверенитет Джохора над островом. Малайзия утверждала, что об этом свидетельствуют письма за ноябрь 1844 года, которые губернатор Баттеруорт написал султану и Теменггунгу Джохора относительно строительства маяка. Малайзия сообщила, что запросила у Сингапура копии писем. По мнению Малайзии, если письма всё ещё существуют, они, вероятно, находятся в архивах Сингапура в файле «Письма местным правителям». Однако Сингапур так и не ответил.
Сингапур ответил, что у него нет копий писем. Его архивы были неполными, и поиски в других архивах не принесли результатов. Более того, письма, скорее всего, были у Малайзии, поскольку губернатор отправил их правителям Джохора. 19 ноября 2007 года заместитель премьер-министра Сингапура и министр юстиции Ш. Джаякумар выразил разочарование, что Малайзия намекала, якобы Сингапур скрыл письма от суда.
24 ноября Малайзия больше не использовала этот аргумент в своём опровержении.

## Решение суда
Международный суд вынес своё решение 23 мая 2008 года. Он постановил 12 голосами против четырёх, что суверенитет над Педра-Бранка остаётся за Сингапуром. Он также постановил 15 голосами против одного, что суверенитет над Мидл-Рокс остаётся за Малайзией, а суверенитет над Саут-Ледж — за государством, в территориальных водах которого он расположен.

### Педра-Бранка изначально находился под суверенитетом Джохора
Суд согласился с Малайзией в том, что Джохорская империя имела первоначальное право на Педра-Бранка, отклонив аргумент Сингапура о том, что остров был terra nullius. Не оспаривался тот факт, что Джохор утвердился как суверенное государство с определённой территорией в Юго-Восточной Азии с момента своего возникновения в 1512 году. Педра-Бранка всегда представлял опасность для судоходства в Сингапурском проливе, который был жизненно важным каналом для международного судоходства и торговли. Соответственно, было немыслимо, чтобы остров не был открыт местной общественностью. Таким образом, было разумно сделать вывод, что Педра-Бранка находился в пределах общей географической области Джохорской империи. Кроме того, во время существования первой Джохорской империи не было доказательств каких-либо встречных претензий на острова в Сингапурском проливе. Суд также согласился с утверждением Малайзии о том, что описание отношений между султаном Джохора и оранг-лаутами в официальных британских отчётах XIX века доказывает, что султан осуществлял суверенную власть над оранг-лаутами. Поскольку оранг-лауты обитали на островах в Сингапурском проливе, это подтвердило «древний первоначальный титул» Джохорской империи на эти острова, включая Педра-Бранка. Что касается аргумента Сингапура о том, что традиционная концепция суверенитета Малайзии основана на контроле над людьми, а не над территорией, суд отметил, что суверенитет включает контроль как над людьми, так и над территорией. Однако не было необходимости дальше рассматривать этот вопрос, поскольку уже было установлено, что Джохор имел территориальный суверенитет над Педра-Бранка.
Целью Aнгло-голландской конвенции 1824 года было окончательное урегулирование споров, возникших между Британской империей и Нидерландами относительно их территориальных владений и коммерческих интересов в Ост-Индии. Таким образом, маловероятно, чтобы стороны оставили морские объекты в Сингапурском проливе за пределами своих сфер влияния, как утверждал Сингапур. В соответствии со статьёй XII Договора, Британская империя согласилась с тем, что «никакое британское учреждение не может быть создано на островах Каримун, или на острове Батам, Бинтан, Лингин, или на любом из других островов к югу от Сингапурского пролива…» Острова и островки в пределах пролива попали в сферу влияния Британской империи. Среди них был Педра-Бранка, который оставался частью территориальных владений новой Джохорской империи. То, что это было британское понимание Конвенции, было подтверждено письмом правительства Индии от 4 марта 1825 года на имя Джона Кроуфорда, британского губернатора Сингапура. В письме говорилось: «Наше приобретение этих островков [в соответствии с Договором Кроуфорда] не противоречит обязательствам по Конвенции, заключённой в Лондоне в марте прошлого года [англо-голландский договор 1824 года], поскольку все они расположены к северу от южных границ Сингапурского пролива…» [выделение добавлено]. Позиция Великобритании заключалась в том, что каждый остров к северу от южных границ Сингапурского пролива попадал в сферу её влияния. Толкование судом Англо-голландской конвенции было подкреплено письмом султана Абдула Рахмана от 25 июня 1825 года на имя его брата султана Хуссейна, которое не имело того значения, которое ему приписывал Сингапур.
Вопреки утверждению Малайзии, суд постановил, что Кроуфордский договор не свидетельствует о признании со стороны Великобритании суверенитета Джохора над всеми островами в Сингапурском проливе и в его окрестностях. В статье II упоминается только уступка султаном и Теменггунгом Джохора «острова Сингапур … вместе с окрестными морями, проливами и островками на расстоянии десяти географических миль» британцам, и её нельзя было трактовать как признание Британской империей суверенитета Джохора над любой другой территорией.

### Суверенитет над Педра-Бранка перешёл к Сингапуру

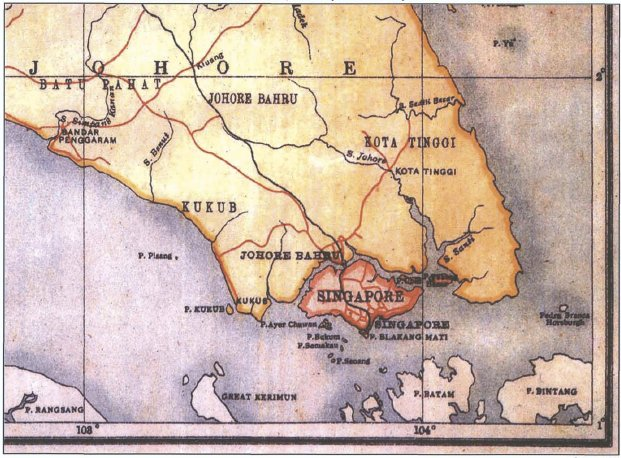
Карта 1925 года

Международный суд отметил, что при определённых обстоятельствах суверенитет над территорией может переходить из-за неспособности государства, обладающего суверенным правом, отреагировать на поведение другого государства в виде конкретных проявлений суверенитета над территорией.
Поскольку не было письменного соглашения, касающегося маяка Хорсбург и Педра-Бранка, суд не смог определить, как толковать ответы султана и Теменггунга Джохора на запрос губернатора Баттеруорта в ноябре 1844 года: как уступку места, которое будет выбрано для маяка; или как разрешение на строительство, обслуживание и эксплуатацию маяка на месте. Хотя в письме от 28 ноября 1844 года на имя секретаря правительства Индии губернатор рекомендовал расценивать ответы как безвозмездную уступку в пользу Ост-Индской компании, эта трактовка не была донесена султану и Теменггунгу. Точно так же тот факт, что Великобритания не проинформировала Джохор о своём решении разместить маяк на Педра-Бранка, может рассматриваться либо как признание того, что Великобритания имела только согласие на его строительство и эксплуатацию; либо как то, что Джохор больше не имеет прав на остров. На основании представленных доказательств суд не смог прийти к выводу по данному вопросу. Он также не сделал никаких выводов относительно строительства и ввода в эксплуатацию маяка. Суд указал только, что эти события подтверждают растущий интерес властей Джохора и Сингапура к вопросу суверенитета над Педра-Бранка. Однако суд отметил, что, за исключением двухдневного визита Теменггунга и его подданных на остров в начале июня 1850 года, Джохор не принимал участия в проекте.
Суд отказался принять аргумент Малайзии о том, что запрос министра по делам колонии Сингапура о статусе Педра-Бранка в 1953 году показал, что Великобритания не была убеждена в своём суверенитете над островом. Было решено, что письмо с запросом показало неуверенность властей Сингапура в событиях более чем вековой давности и что они закономерно не были уверены в полноте своих записей. Суд также не согласился с доводом об отсутствии полномочий у исполняющего обязанности государственного секретаря Джохора, который заявил в своём ответном письме, что Джохор не претендует на владение островом. Джохорское соглашение не имело отношения к делу — поскольку секретарь по колониям был представителем правительства Британской империи, которое в то время не являлось иностранным государством по отношению к Джохору. Не могло быть и речи о том, чтобы Великобритания согласовывала ответ Джохора. Соглашение с Федерацией Малайзии также не помогло Малайзии, поскольку ответ на запрос о предоставлении информации не был «проявлением исполнительной власти». Кроме того, поскольку Малайзия не использовала этот аргумент в своих переговорах с Сингапуром и в разбирательствах Международного суда до конца устной фазы, Сингапур имел право предположить, что исполняющий обязанности государственного секретаря действовал в рамках своих полномочий. Смысл ответа был ясен — по состоянию на 1953 год, Джохор понимал, что у него нет суверенитета над Педра-Бранка, и поэтому у сингапурских властей не было причин сомневаться в том, что остров принадлежит Великобритании.
Суд расценил как проявление суверенитета Сингапура следующие действия: расследование шести кораблекрушений в районе Педра-Бранка в период между 1920 и 1993 годами; исключительный контроль Сингапура над посещениями острова; установку военной ретрансляционной станции на острове в 1977 году; предлагаемую рекультивацию водного хозяйства вокруг него. Малайзия была права, утверждая, что поднятие флага обычно не является проявлением суверенитета и что необходимо учесть разницу в размерах между Пулау Писанг и Педра-Бранка. Тем не менее, некоторый вес можно придать тому факту, что Малайзия не потребовала снятия сингапурского флага, поднятого над маяком Хорсбург. Тот факт, что Малайзия упоминала маяк как сингапурскую станцию в метеорологических отчётах 1959 и 1966 годов и не включила его в отчёт Малайзии 1967 года, — в пользу Сингапура.
Карты, опубликованные Малайзией между 1962 и 1975 годами, как правило, подтверждали, что она считала Педра-Бранка подпадающей под суверенитет Сингапура. Примечания «(SINGAPORE)» или «(SINGAPURA)» на картах в отношении острова были чёткими и трактовались в пользу Сингапура. Карты дают хорошее представление об официальной позиции Малайзии по этому вопросу и могут быть признаны как доказательства. Наконец, Малайзия не может полагаться на заявления об отказе от ответственности на картах, поскольку данный вопрос касается не границы, а отдельного острова. В любом случае карты излагали географические факты, особенно с учётом того, что Малайзия сама создала и распространила их вопреки своим интересам.
В свете вышеизложенного суд постановил, что к 1980 году суверенитет над Педра-Бранка перешёл от Малайзии к Сингапуру.

### Суверенитет над Мидл-Рокс и Саут-Ледж
Ни одно из действий Британской империи и Сингапура, которое привело к заключению Международного суда о том, что Сингапур получил суверенитет над Педра-Бранка, не применимо к Мидл-Рокс. Поскольку Джохор имел древний первоначальный титул на Мидл-Рокс, суд постановил, что этот титул остаётся за Малайзией как преемником Джохорской империи.
Саут-Ледж находится в явно накладывающихся территориальных водах материковой части Малайзии, Педра-Бранка и Мидл-Рокс. В специальном договоре и в своих окончательных представлениях Малайзия и Сингапур просили суд решить, какое государство имеет суверенитет над Педра-Бранка, Мидл-Рокс и Саут-Ледж, но суду не было поручено определять границы территориальных вод этих двух стран в рассматриваемой области. Следовательно, он просто постановил, что Саут-Ледж, как возвышение, видное во время отлива, принадлежит государству, в территориальных водах которого он расположен.

## Реакция и дальнейшие события

### Реакция
23 мая 2008 года министр иностранных дел Малайзии Раис Ятим заявил, что решение Международного суда создало беспроигрышную ситуацию и что обе страны «продвинутся вперёд» в своих двусторонних отношениях. Заместитель премьер-министра Наджиб Тун Разак назвал решение «сбалансированным», поскольку Малайзия «частично добилась успеха» в своих территориальных претензиях. В беседе с журналистами в Гааге заместитель премьер-министра Сингапура Ш. Джаякумар сказал: «Мы довольны решением, потому что суд предоставил Сингапуру суверенитет над Педра-Бранка, что является главным аспектом спора». Премьер-министр Сингапура Ли Сяньлун сказал, что он доволен результатом, и прокомментировал, что передача спора в Международный суд является «хорошим способом [для Малайзии и Сингапура] разрешить разногласия или проблемы, сохраняя при этом хорошие отношения друг с другом».

#### Малайзия
В день, когда Международный суд вынес своё решение, Раис Ятим заявил, что, поскольку Саут-Ледж находился в территориальных водах Мидл-Рокс, «Малайзия, по-видимому, является держателем суверенитета». Неделю спустя министерство иностранных дел Малайзии потребовало от малайзийских СМИ прекратить использование малайского слова Pulau («остров») для обозначения Педра-Бранка и называть его «Бату-Путех» или «Педра-Бранка».
Решение Международного суда является окончательным и обжалованию не подлежит. Тем не менее, в июне 2008 года Раис Ятим заявил, что Малайзия возобновила поиск письма губернатора Баттеруорта на имя султана и Теменггунга Джохора с просьбой разрешить строительство маяка Хорсбург на Педра-Бранка. Он отметил, что правила Международного суда позволяют пересмотреть дело в течение десяти лет, если будут представлены новые доказательства. В ответ министр юстиции Сингапура К. Шанмугам сказал, что его страна посмотрит, какие новые доказательства может представить правительство Малайзии.
Несколько членов парламента Малайзии призвали федеральное правительство утвердить суверенитет над островом Пулау Писанг, где также находится маяк, которым управляет Сингапур, или взять на себя управление маяком. Обеспокоенность также была выражена по поводу острова Пулау Мерамбонг у западной границы Малайзии и Сингапура. Глава правительства Джохора, Абдул Гани Осман, заверил общественность, что Пулау Писанг принадлежит Джохору в соответствии с соглашением 1900 года между султаном Джохора Ибрагимом и британской администрацией в колониальном Сингапуре. Тем не менее, малайзийские агентства предприняли усилия, чтобы заявить о претензиях на более сотни островов, рифов, скал и других объектов в Южно-Китайском море, Малаккском проливе и в водах Сабаха, которые Малайзия могла бы проиграть Китаю, Индонезии и Вьетнаму. Среди этих островов Пулау Унаранг у восточного Сабаха, недалеко от границы с Индонезией; и Пулау Перак к западу от Пенанга.
На открытии 12-й Государственной ассамблеи Джохора в июне 2008 года султан Джохора Искандар пообещал вернуть себе остров «во что бы то ни стало». Импровизированно в конце подготовленной речи султан сказал на малайском: «Напомним, что я не забываю Пулау-Бату-Путех. Пулау-Бату-Путех не принадлежит Сингапуру, но принадлежит Джохору. Неважно, как много времени это может занять, я найду способ вернуть остров, который принадлежит Джохору». Глава правительства Джохора сказал, что правительство штата «ясно слышало», что сказал султан, но не вдавалось в подробности.
3 сентября 2008 года Тенгку Разалих Хамза, принц Келантана и депутат парламента от штата, направил Раису Ятиму письмо, в котором утверждал, что интересы Джохора не обсуждались в Международном суде. Он утверждал, что моря, омывающие Педра-Бранка, всегда находились под контролем Джохора и никогда не передавались ни британцам, ни Сингапуру. Якобы, приняв решение Международного суда и участвуя в технических обсуждениях с Сингапуром, правительство Малайзии нарушило конституционные права Джохора. Отвечая на этот вопрос, Раис сказал, что письмо, похоже, было рассчитано на получение «политической выгоды» и что Джохор был полностью вовлечён в процесс. Он сказал в интервью The Straits Times: «У каждого есть своё мнение по таким вопросам, но я, как министр иностранных дел, должен подчиняться требованиям закона. Я должен сначала увидеть письмо, но уже поздно выражать разочарование».

#### Сингапур
21 июля 2008 года, отвечая на вопросы депутатов парламента Сингапура о Педре-Бранка, министр иностранных дел Баладжи Садасиван заявил, что морская территория вокруг острова включает территориальные воды на расстояние до 12 морских миль от берега (22 км) и исключительную экономическую зону. Министр иностранных дел Малайзии Раис Ятим осудил это заявление как «противоречащее духу АСЕАН и правовой структуре», поскольку это требование было «неприемлемым и необоснованным и противоречит принципам международного права». В ответ представитель министерства иностранных дел Сингапура сказал, что Сингапур впервые заявил о своём требовании по территориальным водам и исключительной экономической зоне 15 сентября 1980 года, и повторил это требование 23 мая 2008 года после решения Международного суда. Оба заявления ясно дали понять, что, если границы территориального моря или исключительной экономической зоны Сингапура будут конфликтовать с притязаниями соседних стран, Сингапур будет вести переговоры с этими странами для достижения согласованных делимитаций в соответствии с международным правом. В августе 2008 года Раис заявил, что Малайзия придерживается мнения, что Сингапур не имеет права претендовать на исключительную экономическую зону вокруг Педра-Бранка. Он заявил, что морской объект не соответствует международно признанным критериям острова, то есть земли, населённой людьми, которые ведут хозяйственную деятельность.
19 декабря 2008 года на презентации книги Ш. Джаякумара и Томми Коха «Педра Бранка: путь к мировому суду» председатель Верховного суда Чан Сек Кеонг прокомментировал: «Дело Педра Бранка, вероятно, станет уникальным событием в истории Сингапура, поскольку маловероятно, что Сингапуру когда-либо снова потребуется запрашивать подтверждение своего права собственности на территорию в соответствии с международным правом».

### Совместная работа
Малайзия и Сингапур учредили так называемый Объединённый технический комитет для делимитации морской границы в районе Педра-Бранка и Мидл-Рокс, а также для определения принадлежности Саут-Ледж. После встречи 3 июня 2008 года комитет согласился с тем, что будет создан технический подкомитет для наблюдения за проведением совместных изыскательских работ, цель — подготовить почву для переговоров по морским вопросам в этом районе и вокруг него. Если какой-либо инцидент произойдет в водах Педра-Бранка, Мидл-Рокс и Саут-Ледж или в окрестностях, любая из сторон будет оказывать гуманитарную помощь вовлечённым суднам. Наконец, и малайзийские, и сингапурские рыбаки могут продолжать традиционную рыбную ловлю в этих водах. В сентябре 2008 года комитет сообщил, что его подкомитет завершает техническую подготовку к гидрографической съёмке, которая предоставит данные для будущих обсуждений делимитации границ. Также был сформирован подкомитет по управлению морским и воздушным пространством и рыболовству, и после встречи 20 августа 2008 года он решил, что традиционная рыболовная деятельность обеих стран должна продолжаться в водах за пределами 0,5 морской мили (0,9 км) от Педра-Бранка, Мидл-Рокс и Саут-Ледж.

### Заявления о пересмотре и толковании решения суда
2 февраля 2017 года Малайзия обратилась в Международный суд в соответствии со статьёй 61 Статута суда с просьбой о пересмотре решения 2008 года на основании трёх документов, которые были получены из Национального архива Великобритании в период с августа 2016 по январь 2017 года. Это была внутренняя переписка колониального правительства Сингапура за 1958 год, отчёт об инциденте британского военно-морского офицера за тот же год и карта морских операций 1960-х годов с примечаниями. Правительство Малайзии заявило, что в этих документах указывается следующее: «высшие должностные лица британской колониальной и сингапурской администрации считали, что Педра-Бранка / Пулау-Бату-Путех не является частью суверенной территории Сингапура» в соответствующий период. Следовательно, «суд был бы вынужден прийти к другому выводу по вопросу о суверенитете над Педра-Бранка / Пулау-Бату-Путех, если бы он знал об этих новых доказательствах». Однако, по словам Шахримана Локмана, старшего аналитика Малайзийского института стратегических и международных исследований, пересмотр решения Международного суда был маловероятен. СМИ указывали, что заявка была подана в канун предстоящих выборов в Малайзии. Правящая коалиция могла использовать возобновленме судебной тяжбы касательно Педра-Бранка для увеличения своего рейтинга.
Министерство иностранных дел Сингапура заявило о назначении группы для изучения и ответа на заявление. В неё вошли генеральный прокурор Люсьен Вонг и Чан Сек Кеонг, а также Ш. Джаякумар и Томми Кох, которые представляли Сингапур на первоначальном слушании в Международном суде. 5 февраля 2017 года министр юстиции и внутренних дел К. Шанмугам прокомментировал, что при беглом изучении документов без подробной юридической консультации он не увидел, как эти документы повлияют на решение Международного суда. 2 марта министр иностранных дел д-р Вивиан Балакришнан заявил в парламенте, что сингапурская группа юристов внимательно изучила заявку Малайзии, включая три документа, на которые Малайзия опиралась в своей заявке, и твёрдо убеждена, что эти документы не удовлетворяют критериям соответствия со статьёй 61. Сингапур должен был до 14 июня представить в Международный суд своё исчерпывающее и убедительное опровержение заявления Малайзии.
30 июня 2017 года Малайзия обратилась в Международный суд с просьбой о толковании решения Международного суда от 2008 года. Это заявление является «отдельным и независимым» от заявления за 2 февраля о пересмотре того же решения. В заявлении содержалась ссылка на статью 60 Статута суда и статью 98 Регламента суда. По словам генерального прокурора Малайзии Мохамеда Апанди Али, Малайзия и Сингапур создали совместный технический комитет для выполнения решения Международного суда от 2008 года. По словам Малайзии, комитет зашёл в тупик в ноябре 2013 года, поскольку обе стороны не смогли прийти к согласию по поводу значения решения 2008 года, поскольку оно касается Южного выступа и вод, омывающих Педра-Бранка. Объясняя позицию Малайзии, генеральный прокурор Апанди сказал: «Малайзия считает, что необходимо запросить толкование решения 2008 года у Международного суда, поскольку это послужит основой для поддержания порядочных и мирных отношений между сторонами в управлении соответствующими морскими зонами и воздушным пространством в будущем».
Министерство иностранных дел Сингапура отметило в заявлении для прессы, что решение Международного суда «окончательное и не подлежит обжалованию», а также было «чётким и недвусмысленным». В результате МИД Сингапура заявил: «Заявление Малайзии в адрес Международного суда о толковании решения вызывает недоумение. Поэтому Сингапур будет возражать против ходатайства Малайзии о толковании, которое мы считаем неуместным и необоснованным».
30 мая 2018 года новое правительство Малайзии отозвало свои заявления о толковании и пересмотре, и МИД Сингапура приветствовал этот шаг, поскольку 10-летний период истёк, и дело было окончательно завершено.

## Официальные источники
- Case Concerning Sovereignty over Pedra Branca/Pulau Batu Puteh, Middle Rocks and South Ledge (Malaysia/Singapore). — International Court of Justice, 23 May 2008.
- The Court finds that Singapore has sovereignty over Pedra Branca/Pulau Batu Puteh; that Malaysia has sovereignty over Middle Rocks; and that sovereignty over South Ledge belongs to the State in the territorial waters of which it is located [press release no. 2008/10]. International Court of Justice (23 мая 2008). Дата обращения: 5 октября 2008. Архивировано из оригинала 5 июня 2011 года.
- Sovereignty over Pedra Branca/Pulau Batu Puteh, Middle Rocks and South Ledge. International Court of Justice. Дата обращения: 31 августа 2008. Архивировано из оригинала 27 мая 2008 года.
- International Court of Justice – Case concerning sovereignty over Pedra Branca, Middle Rocks and South Ledge. Ministry of Foreign Affairs (Singapore) (2007). Архивировано из оригинала 7 ноября 2007 года.
- Batu Puteh, Batuan Tengah & Tubir Selatan issues: Sovereignty over Pedra Branca, Middle Rocks and South Ledge (Malaysia/Singapore). Ministry of Foreign Affairs, Malaysia. Дата обращения: 31 августа 2008. Архивировано из оригинала 6 июля 2008 года.

### Статьи
- Abdul Ghafur Hamid (Khin Maung Sein) (2011), Case Concerning Sovereignty over Pulau Batu Puteh: A Critical Analysis of its Legal Implications, Malayan Law Journal, 3: 30–61
- Abdul Ghafur Hamid (Khin Maung Sein) (2011), Pedra Branca Judgment and Beyond: Issues and Challenges in its Implementation by Malaysia and Singapore, International Journal of Marine and Coastal Law, 26 (2): 335–342
- Beckman, Robert; Schofield, Clive (2009), Moving beyond Disputes over Island Sovereignty: ICJ Decision Sets Stage for Maritime Boundary Delimitation in the Singapore Strait, Ocean Development & International Law, 40 (1): 1–35, doi:10.1080/00908320802631551, S2CID 153750381
- Colson, David A.; Vohrer, Brian J. (2008), International Court of Justice: Sovereignty over Pedra Branca/Pulau Batu Puteh, Middle Rocks and South Ledge (Malaysia/Singapore) – Introductory Note, International Legal Materials (5): 833–835, doi:10.1017/S0020782900005957, S2CID 159241838
- Kopela, Sophia (2010), Case Concerning Sovereignty over Pedra Branca/Pulau Batu Puteh, Middle Rocks and South Ledge (Malaysia v. Singapore), Judgment of 23 May 2008, International Journal of Marine and Coastal Law, 25 (1): 93–113, doi:10.1163/157180810X487811.
- Lathrop, Coalter G. (2008). Sovereignty over Pedra Branca/Pulau Batu Puteh, Middle Rocks and South Ledge (Malaysia/Singapore) (PDF). American Journal of International Law. 102 (4): 828–834. doi:10.2307/20456682. JSTOR 20456682. Архивировано из оригинала (PDF) 19 июля 2011.
- Li, Chenyang; Shao, Jianping (2009), 论白礁岛主权争端及其对新马关系和东盟发展的影响 (PDF), Southeast Asian Studies (кит.) (1): 1–12
- Mills, Alex (2008), The Formalism of State Sovereignty in Territorial and Maritime Disputes, Cambridge Law Journal, 67 (3): 443–447, doi:10.1017/S0008197308000639
- Mohamed Faizal; Quek, Evangeline (2004), The Repercussions of the Similarities between Sipadan/Litigan and Pedra Branca Disputes, Singapore Law Review, 24: 52–65
- O'Keefe, Roger (2011), Legal Title versus Effectivités: Prescription and the Promise and Problems of Private Law Analogies, International Community Law Review, 13 (1–2): 147–188, doi:10.1163/187197311X555223
- Tan, Hsien-Li (2008). Case Concerning Sovereignty over Pedra Branca/Pulau Batu Puteh, Middle Rocks and South Ledge (Malaysia/Singapore) (PDF). Singapore Year Book of International Law. 12: 257–262. Архивировано из оригинала (PDF) 28 сентября 2011.
- Tanaka, Yoshifumi. Passing of Sovereignty: The Malaysia/Singapore Territorial Dispute before the ICJ. The Hague Justice Portal (2008). Архивировано 2 апреля 2015 года.
- Wan Siti Adibah Wan Dahalan; Adina Kamarudin; Mahmud Zuhdi Mohd Nor (2009), Article 121 of the 1982 Law of the Sea Convention and the Maritime Delimitation in the Straits of Singapore, Jurnal Undang-undang Dan Masyarakat, 13: 13
- Wang, Xiumei (2009), 白礁岛、中岩礁和南礁案的国际法解读 (PDF), Southeast Asian Studies (кит.) (1): 19–25
- Wang, Zichang (2009), 新马岛屿争端之判决: 依据与启示 (PDF), Southeast Asian Studies (кит.) (1): 13–18

### Новости
- Lim, Lydia (2007-11-07). 'Malaysia has no evidence to back up claim': Quoting from historians, S'pore lawyers debunk its claim to ownership dating back to the 16th century. The Straits Times (reproduced on the Malaysian Bar website). Архивировано из оригинала 24 января 2016. Дата обращения: 21 июля 2009.
- Wong, May (8 November 2007). Singapore says Malaysia has no original title of Pedra Branca. Channel NewsAsia. Архивировано 04.11.2008. Дата обращения: 2008-09-29. {{cite news}}: Проверьте значение даты: |archivedate= (справка)
- KL's claim of original title a mirage: Jaya. The Straits Times (reproduced on the Malaysian Bar website). 2007-11-10. Архивировано из оригинала 10 января 2008. Дата обращения: 30 сентября 2008.
- Lim, Lydia (20 Ноябрь 2007). S'pore calls Malaysia's claims 'baseless and unnecessary': Jayakumar says KL altered status quo with its 1979 map, not S'pore. The Straits Times (reproduced on the website of the Ministry of Foreign Affairs (Singapore)). Архивировано из оригинала 16 Июль 2011. Дата обращения: 30 Сентябрь 2008.
- All the pieces in Singapore's case 'fit perfectly together'. The Straits Times (reproduced on the Ministry of Foreign Affairs (Singapore) website). 21 Ноябрь 2007. Архивировано из оригинала 28 Сентябрь 2011. Дата обращения: 30 Сентябрь 2008.
- Andy Ho (2007-11-28), The evidence of words: The Pedra Branca case may really just turn on two treaties of 1824, The Straits Times
- Jessica Cheam (24 Май 2008). A good ruling, for both [editorial]. The Straits Times (reproduced at AsiaOne). Архивировано из оригинала 20 Май 2016.
- How ICJ arrived at its decision, The Straits Times (reproduced on AsiaOne), 2008-05-24
- Lim, Lydia (2008-05-24). Pedra Branca belongs to Singapore: World court ends 28-year dispute, declaring main island is Singapore's; Malaysia gets Middle Rocks (PDF). The Straits Times (reproduced on the National University of Singapore Newshub website). pp. 1–2. Архивировано из оригинала 29 июня 2019. Дата обращения: 5 октября 2008.
- Zakir Hussain (20 Декабрь 2008). Pedra Branca story told in a book: Jayakumar and Tommy Koh give behind-the-scenes account of 30-year saga. The Straits Times (reproduced on the Ministry of Foreign Affairs website). p. A4. Архивировано из оригинала 18 Февраль 2012.

### Книги
- Haller-Trost, Renate (1993), Historical Legal Claims: A Study of Disputed Sovereignty over Pulau Batu Puteh (Pedra Branca) [Maritime briefing; vol. 1, no. 1], Durham: International Boundaries Research Unit, Department of Geography, University of Durham, pp. 1–36, ISBN 978-1-897643-04-4
- Jayakumar, S.; Koh, Tommy (2008), Pedra Branca: The Road to the World Court, Singapore: NUS Press in association with MFA Diplomatic Academy, ISBN 978-9971-69-474-6 (hbk.), ISBN 978-9971-69-457-9 (pbk.)